# Oedignatha lesserti
Oedignatha lesserti là một loài nhện trong họ Corinnidae.
Loài này thuộc chi Oedignatha. Oedignatha lesserti được Eduard Reimoser miêu tả năm 1934.